# Pont du lac Canal
Le pont du lac Canal (anglais : Canal Lake Bridge) est un pont routier situé sur le lac Canal à Kawartha Lakes en Ontario (Canada). Construit en 1905, il est connu pour d'être le premier pont en béton armé au Canada. Il a été désigné lieu historique national du Canada en 1988. Le lac fait partie de la voie navigable Trent-Severn, canal qui relie le lac Ontario au lac Huron.